# Ladies of the Road
Albums de King Crimson
Vrooom Vrooom
(2001) EleKtrik: Live in Japan
(2003)
Ladies of the Road est un double album live de King Crimson sorti en 2002. Le premier disque réunit divers titres enregistrés en 1971 et 1972, tandis que le second est un assemblage de solos de guitare et de saxophone joués durant diverses interprétations de la chanson 21st Century Schizoid Man.

## Titres

### Disque 1: Ladies of the Road
1. Pictures of a City (Fripp, Sinfield) – 8:46
2. The Letters (Fripp, Sinfield) – 4:42
3. Formentera Lady (Fripp, Sinfield) – 6:41
4. Sailor's Tale (Fripp) – 5:43
5. Cirkus (Fripp, Sinfield) – 7:58
6. Groon (Fripp) – 6:52
7. Get Thy Bearings (Leitch) – 8:33
8. 21st Century Schizoid Man (Fripp, Giles, Lake, McDonald, Sinfield) – 8:57
9. The Court of the Crimson King (McDonald, Sinfield) – 0:48

- Les titres 1, 6 et 8 ont été enregistrés le 12 mars 1972 aux Summit Studios de Denver (États-Unis).
- Le titre 2 a été enregistré le 11 mai 1971 au Guildhall de Plymouth (Royaume-Uni).
- Les titres 3, 5 et 9 ont été enregistrés le 13 novembre 1971 au East Town Theatre de Détroit (États-Unis).
- Les titres 4 et 7 sont d'origine inconnue.

### Disque 2: Schizoid Men
1. 21st Century Schizoid Man (Fripp, Giles, Lake, McDonald, Sinfield) – 1:44
2. Schizoid Men (edit 1) (Burrell, Collins, Fripp, Wallace) – 4:46
3. Schizoid Men (edit 2) (Burrell, Collins, Fripp, Wallace) – 3:12
4. Schizoid Men (edit 3) (Burrell, Collins, Fripp, Wallace) – 5:15
5. Schizoid Men (edit 4) (Burrell, Collins, Fripp, Wallace) – 6:22
6. Schizoid Men (edit 5) (Burrell, Collins, Fripp, Wallace) – 3:56
7. Schizoid Men (edit 6) (Burrell, Collins, Fripp, Wallace) – 5:13
8. Schizoid Men (edit 7) (Burrell, Collins, Fripp, Wallace) – 3:18
9. Schizoid Men (edit 8) (Burrell, Collins, Fripp, Wallace) – 5:01
10. Schizoid Men (edit 9) (Burrell, Collins, Fripp, Wallace) – 3:23
11. Schizoid Men (edit 10) (Burrell, Collins, Fripp, Wallace) – 11:42

## Musiciens
- Robert Fripp : guitare, mellotron
- Boz Burrell : basse, chant
- Mel Collins : saxophone, flûte, mellotron
- Ian Wallace : batterie
- Peter Sinfield : VCS3